# 感謝の郷いわき
感謝の郷いわき（かんしゃのさといわき）は、福島県いわき市好間町上好間にある、クリナップ株式会社の子会社クリナップキャリアサービス株式会社によって運営される住宅型・介護付き併設の有料老人ホームである。2005年（平成17年）9月に開業。公益社団法人全国有料老人ホーム協会の会員事業者である。

## 概要
クリナップの創業55周年記念事業の一環として、創業者井上登の出身地であり同社発祥の地であるいわき市に建設された。敷地内の採掘調査によって天然温泉（道成川原温泉）が湧出している。

## 主な設備
- 共用部分
  - 露天風呂（道成川原温泉）
  - 展望風呂（道成川原温泉）
  - レストラン
  - ビリヤードコーナー
  - 図書コーナー
  - 談話コーナー
  - リラクゼーションコーナー
  - 売店
  - サークル室
  - 理美容室
  - 娯楽室
- 住居部分
  - 一般居室
  - 介護居室
  - 一時介護室

## アクセス
- 鉄道 - JR東日本常磐線いわき駅より約6km
- バス - JR東日本常磐線いわき駅より新常磐交通町田橋下車約500m
- 高速道路 - 常磐自動車道いわき中央ICより約600m